# Hippodameja (córka Ojnomaosa)
Hippodameja, Hipodameja (gr. Ἱπποδάμεια Ippodámeia, Hippodámeia, łac. Hippodameia, Hippodamia) – w mitologii greckiej córka Ojnomaosa, króla Pisy w Elidzie i Euarete, żona Pelopsa, matka Trojzena, Pitteusa, Alkatoosa, Skirona, Lysidike, Astydamei, Nikippe, Atreusa, Tyestesa.
Hippodameja była córką Ojnomaosa, króla Pisy w Elidzie, syna Aresa. Nie ma natomiast zgody co do matki Hippodamei. Wymieniane są imiona Sterope, Eurytoe, Euarete.
Drzewo genealogiczne Hippodamei
| Pluto | Pluto | Pluto | Pluto | Pluto  | Pluto  |        |        |         |         |         |         | Zeus             | Zeus             | Zeus             | Zeus             | Zeus             | Zeus             |        |        |        |        |          |          | Hera        | Hera        | Hera                     | Hera                     | Hera                     | Hera                     |                          |                          |                         |                         |                         |                         |
| Pluto | Pluto | Pluto | Pluto | Pluto  | Pluto  |        |        |         |         |         |         | Zeus             | Zeus             | Zeus             | Zeus             | Zeus             | Zeus             |        |        |        |        |          |          | Hera        | Hera        | Hera                     | Hera                     | Hera                     | Hera                     |                          |                          |                         |                         |                         |                         |
|       |       |       |       |        |        |        |        |         |         |         |         |                  |                  |                  |                  |                  |                  |        |        |        |        |          |          |             |             |                          |                          |                          |                          |                          |                          |                         |                         |                         |                         |
|       |       |       |       |        |        |        |        |         |         |         |         |                  |                  |                  |                  |                  |                  | Ares   | Ares   | Ares   | Ares   | Ares     | Ares     |             |             | Harpinna/Eurytoe/Sterope | Harpinna/Eurytoe/Sterope | Harpinna/Eurytoe/Sterope | Harpinna/Eurytoe/Sterope | Harpinna/Eurytoe/Sterope | Harpinna/Eurytoe/Sterope |                         |                         |                         |                         |
|       |       |       |       |        |        |        |        |         |         |         |         |                  |                  |                  |                  |                  |                  | Ares   | Ares   | Ares   | Ares   | Ares     | Ares     |             |             | Harpinna/Eurytoe/Sterope | Harpinna/Eurytoe/Sterope | Harpinna/Eurytoe/Sterope | Harpinna/Eurytoe/Sterope | Harpinna/Eurytoe/Sterope | Harpinna/Eurytoe/Sterope |                         |                         |                         |                         |
|       |       |       |       |        |        |        |        |         |         |         |         |                  |                  |                  |                  |                  |                  |        |        |        |        |          |          |             |             |                          |                          |                          |                          |                          |                          |                         |                         |                         |                         |
|       |       |       |       | Tantal | Tantal | Tantal | Tantal | Tantal  | Tantal  |         |         | Dione/Euryanassa | Dione/Euryanassa | Dione/Euryanassa | Dione/Euryanassa | Dione/Euryanassa | Dione/Euryanassa |        |        |        |        | Ojnomaos | Ojnomaos | Ojnomaos    | Ojnomaos    | Ojnomaos                 | Ojnomaos                 |                          |                          | Sterope/Eurytoe/Euarete  | Sterope/Eurytoe/Euarete  | Sterope/Eurytoe/Euarete | Sterope/Eurytoe/Euarete | Sterope/Eurytoe/Euarete | Sterope/Eurytoe/Euarete |
|       |       |       |       | Tantal | Tantal | Tantal | Tantal | Tantal  | Tantal  |         |         | Dione/Euryanassa | Dione/Euryanassa | Dione/Euryanassa | Dione/Euryanassa | Dione/Euryanassa | Dione/Euryanassa |        |        |        |        | Ojnomaos | Ojnomaos | Ojnomaos    | Ojnomaos    | Ojnomaos                 | Ojnomaos                 |                          |                          | Sterope/Eurytoe/Euarete  | Sterope/Eurytoe/Euarete  | Sterope/Eurytoe/Euarete | Sterope/Eurytoe/Euarete | Sterope/Eurytoe/Euarete | Sterope/Eurytoe/Euarete |
|       |       |       |       |        |        |        |        |         |         |         |         |                  |                  |                  |                  |                  |                  |        |        |        |        |          |          |             |             |                          |                          |                          |                          |                          |                          |                         |                         |                         |                         |
|       |       |       |       |        |        |        |        |         |         |         |         |                  |                  |                  |                  |                  |                  |        |        |        |        |          |          |             |             |                          |                          |                          |                          |                          |                          |                         |                         |                         |                         |
| Niobe | Niobe | Niobe | Niobe | Niobe  | Niobe  |        |        | Broteas | Broteas | Broteas | Broteas | Broteas          | Broteas          |                  |                  | Pelops           | Pelops           | Pelops | Pelops | Pelops | Pelops |          |          | Hippodameja | Hippodameja | Hippodameja              | Hippodameja              | Hippodameja              | Hippodameja              |                          |                          |                         |                         |                         |                         |
| Niobe | Niobe | Niobe | Niobe | Niobe  | Niobe  |        |        | Broteas | Broteas | Broteas | Broteas | Broteas          | Broteas          |                  |                  | Pelops           | Pelops           | Pelops | Pelops | Pelops | Pelops |          |          | Hippodameja | Hippodameja | Hippodameja              | Hippodameja              | Hippodameja              | Hippodameja              |                          |                          |                         |                         |                         |                         |

Hippodameja była urodziwą kobietą, miała piękne złote włosy, nie mogła jednak wyjść za mąż. Wedle jednej wersji monarcha usłyszał kiedyś przepowiednię, że śmierć przyjdzie nań z ręki zięcia. Powodem mogło być również to, że Ojnomaos pożądał jej kazirodczo, co spotkało się z oporem córki. W każdym razie starał się uniemożliwić córce wstąpienie w związek małżeński. Pretendent musiał wygrać z władcą wyścig na rydwany. Metę ustanowiono na Przesmyku Korynckim, w Koryncie tam, gdzie znajdował się ołtarz Posejdona. Zalotnik brał Hippodameję na swój rydwan i uciekał. Jeśliby dojechał Przesmyku Korynckiego niedogoniony, będzie mógł poślubić dziewczynę. Jeśli jednak król go dogoni, zalotnik umrze. Władca mówił otwarcie, że jeśli ktoś z nim przegra, to utnie mu głowę. Podstęp polegał po pierwsze na tym, że zalotnika rozpraszała piękna dziewczyna w jego rydwanie, a ponadto obciążała ona dodatkowo rydwan. Co więcej, Ojnomaos otrzymał od Aresa nadzwyczajne konie i oręż, co gwarantowało mu zwycięstwo. Dawał więc nawet swym przeciwnikom fory, modląc się i składając ofiary, dopiero potem wsiadając na rydwan, doganiając nieszczęsnego zalotnika, obcinał mu głowę, którą następnie przybijał nad drzwiami swego domostwa.
Mit o Hippodamei wiąże się tutaj z mitem o Perseuszu. Otóż pragnący zguby herosa król Polidektes oświadczył, że będzie starał się pojąć za żonę właśnie Hippodameję, odstępując od wcześniejszych prób małżeństwa z Danae, matką Perseusza. Zaproszeni gości obiecali mu z tej okazji drogie prezenty, tylko ubogi Perseusz nie mógł sobie pozwolić na kupno kosztownego podarunku. W efekcie obiecał królowi głowę Gorgony Meduzy.
Kolejnym zalotnikiem, tym razem prawdziwym, do ręki Hippodamei okazał się Pelops, syn Tantala z Sipylos w Azji Mniejszej, który kiedyś, po śmierci swego ojca bądź podczas wojny toczonej przez Ilosa przeciwko Tantalowi wyjechał do Grecji. Pelops zatrzymał się w Pisie w okolicach Olimpii. Ziemie te znajdowały się pod władaniem Ojnomaosa. Pelops zakochał się w jego córce i Hippodameja pokochała go również od pierwszego wejrzenia, był on bowiem bardzo piękny.
Ojnomaos zgładził jednak wcześniej 12 pretendentów, których czaszki nad jego drzwiami ujrzał Pelops. To nie zniechęciło młodzieńca, wspieranego przez Posejdona i darzonego przezeń miłością. Zakochana w nim królewna, wiedząc, jaki los spotkał poprzednich zalotników, postanowiła działać. Poprosiła o pomoc woźnicę ojca, syna Hermesa, Myrtilosa, który również był w niej zakochany, i to od dawna, a był w związku z tym gotów dla niej do poświęceń. Możliwe też, że Pelops albo i sama Hippodameja za pomoc obiecali mu jedną noc z królewną. Myrtilos majstrował przy zatyczkach kół rydwanu Ojnomaosa. Jedna z wersji mówi, iż je wyjął po prostu, inna zaś podaje, że zatyczki z brązu zamienił na woskowe, co opisuje Ferekydes z Aten. Rozpoczęto wyścig. W jego trakcie wosk stopił się i koła rydwanu króla odpadły. Monarcha stracił życie, wypadając z rydwanu, wleczony za końmi bądź też bezpośrednio z ręki Pelopsa, przeklinając zdradę Myrtilosa.
Pelops wraz z żoną i Myrtilosem jechał rydwanem. Gdy Hippodameja poskarżyła się na spierzchnięte usta, mąż poszedł szukać wody, by dać jej pić. Wtedy to Myrtilos próbował ją zniewolić. Inna wersja mówi, że nie było próby zgwałcenia, że to sama Hippodameja uwodziła Myrtilosa, który odrzucił jej zaloty, a następnie oskarżyła go przed Pelopsem. Po powrocie Pelopsa Hippodameja powiedziała mu o próbie zgwałcenia, a ten zrzucił woźnicę z Gerajstosu do morza, które odtąd jest zwane Mirtejskim. W chwili śmierci Myrtilos przeklął Pelopsa, Hippodameję i ich potomstwo.
Po całym zajściu Hippodameja wyszła za mąż za Pelopsa. Hippodameja wraz z mężem wróciła do Pisy i władali oni całym Peloponezem. Na chwałę żony Pelops ustanowił w Olimpii święto ku czci Hery jako opiekunki małżeństwa. Mieli oni wiele dzieci, w tym sześciu synów, wśród których wymieniani są:
- Atreus[1][16][5]
- Tiestes[1][16][5]
- Pitteus[1][16][5]
- Plejstenes[1][5]
- Alkatoos[1][5]
- Chrysippis[16][5]
- Dias[5]
- Kynosuros[5]
- Korintos[5]
- Hippalmos[5]}
- Hippasos[5]
- Kleon[5]
- Argejos[5]
- Helejos[5]
- Trojzen[5]

Mieli oni również córki:
- Nikippe[5]
- Lysidike[5]
- Astydameję[5]

Hippodameja nie żyła szczęśliwie do końca swych dni. W jednej z wersji, obawiając się Chrysipposa, będącego dla niej szwagrem, poleciła pozbawić go życia. W innej wersji chodzi o jej syna, którego zabić nie chcieli Atreus i Tiestes. Matka wyręczyła ich, atakując swego syna mieczem goszczonego w ich domu Lajosa. Następnie pozostawiła narzędzie zbrodni u zwłok syna, chcąc skierować podejrzenie ku Tebańczykowi. Jednakże na łożu śmierci Chrysippos powiedział, kto odpowiada za jego stan. Dowiedziawszy się prawdy, Pelops odrzucił występną żonę. Została za swój czyn wypędzona z kraju. Schroniła się w Argolidzie, w Midei. Pozostała tam aż do śmierci. Po jej zgonie Pelops sprowadził jej szczątki do Olimpii. Spoczęły w niewielkiej świątyni w świętym okręgu Altis.